# Avro Canada VZ-9-AV Avrocar
L'Avro Canada VZ-9-AV Avrocar fu un progetto segreto sviluppato durante i primi anni della Guerra Fredda su richiesta della United States Air Force (USAF), l'aeronautica militare degli Stati Uniti d'America, dall'azienda canadese Avro Aircraft Ltd. con sede a Mississauga in Ontario.
L'Avrocar utilizzò (o cercò di sfruttare) l'effetto Coandă per il decollo e l'atterraggio verticale VTOL. Esso aveva una forma discoidale, e faceva uso di tre turbine jet per dare la spinta che permettesse il sollevamento da terra. La spinta dei motori veniva deviata anche sulla sagoma esterna del disco per dare stabilità al velivolo.

## Storia del modello
Il progettista del velivolo fu John Carver Meadows "Jack" Frost che lavorò per la Avro Canada dal 1947 dopo una lunga collaborazione con alcune aziende britanniche. In precedenza aveva collaborato con la de Havilland Aircraft Company dal 1942 collaborando allo sviluppo dei caccia de Havilland DH.100 Vampire e DH.108 Swallow, solo il primo avviato alla produzione in serie. All'Avro Canada, prima di entrare nel Gruppo Progetti Speciali, collaborò alla progettazione dell'Avro Canada CF-100.

## IlGruppo Progetti Speciali
Subito dopo la sua formazione, il Gruppo Progetti Speciali iniziò le sue ricerche sul VTOL concentrandosi in particolare ad un progetto di Frost che costui chiamava motore pancake, una turbina jet che aveva il grosso dei suoi componenti sviluppati in una forma a disco. Alloggiati in una struttura segreta, nel quartiere principale della compagnia, il gruppo usufruì di tutti gli accorgimenti degni di un progetto segreto, compresa la sorveglianza armata e l'uso di tessere magnetiche. All'interno di questa fortezza tecnologica Frost si circondò di ingegneri e progettisti nutriti di visioni futuristiche.

## Il progetto Y
Nel 1952 il team del Gruppo Progetti Speciali iniziò la progettazione di una serie di velivoli che sfruttassero la tecnologia VTOL, il primo dei quali fu un caccia a forma di spada che facesse uso del motore pancake di Frost.
Battezzato con il nome di Progetto Y questo velivolo fu progettato in maniera tale da sollevarsi sulla coda garantendo un minimo di capacità di sfruttare il decollo verticale, con una velocità di decollo di 100.000 piedi al minuto e ed una velocità di 1.500 mph. Al progetto si unì il governo Canadese che richiese ben presto un primo prototipo. Nel 1953 la compagnia canadese non aveva altro da offrire che un modello in legno e le progettazioni su carta, con una spesa di contro di 4 milioni di dollari canadesi, per cui il progetto venne tolto dalla lista dei finanziamenti del Dipartimento Sperimentale della Difesa canadese.

## L'interessamento degli Stati Uniti
Dopo la chiusura del progetto da parte del governo canadese, Frost non intese arrendersi, e grazie alle sue doti di ottimo venditore di se stesso, riuscì ad ottenere l'interessamento degli Stati Uniti al suo progetto. Nel 1953 un gruppo di esperti militari visitò l'Avro Canada per visionare il caccia jet CF-100. Durante il tragitto Frost dirottò il gruppo verso la sede del Gruppo Progetti Speciali e mostrò ai militari americani il suo prototipo in scala, i disegni e i progetti (alcuni mai visti nemmeno dalla sua compagnia) per la costruzione di un velivolo discoidale con il nome di Progetto Y-2.
L'USAF accettò di finanziare il gruppo di Frost, e grazie all'arrivo di nuove risorse finanziarie, si diede vita ad un nuovo progetto ribattezzando il prototipo Progetto Y-2 con il nome Progetto 1794. Frost ed i suoi compagni iniziarono la progettazione e la realizzazione di un velivolo innovativo che sarebbe stato dotato di un sistema di armi avanzate e capace di raggiungere una velocità superiore a Mach 2.

Da sinistra a destra i modelli in scala del prototipo dell'Avrocar della Avro Canadian e del progetto 1794

## Nascita dell'Avrocar

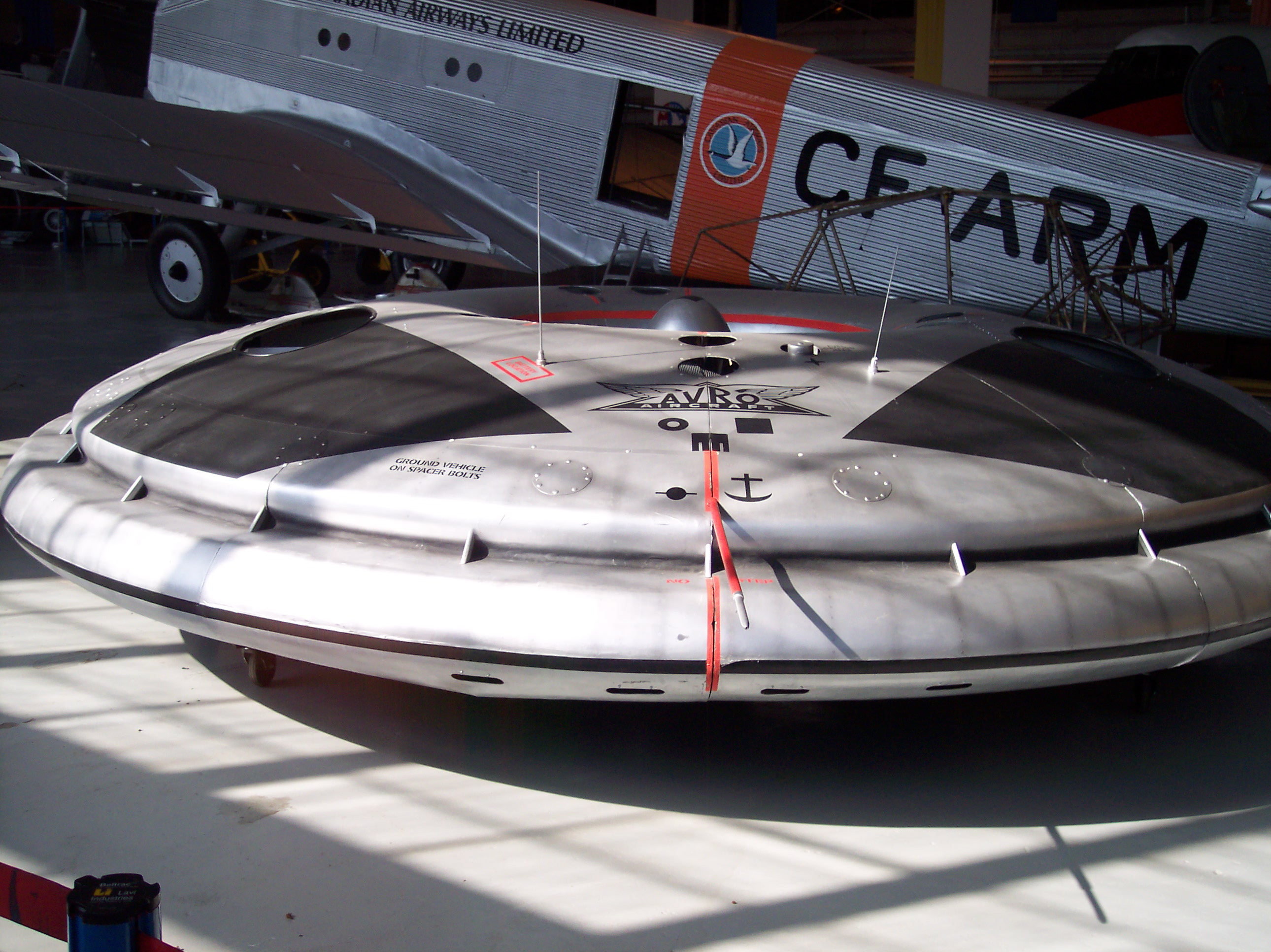
VZ-9 Avrocar della Avro Canadian

Un modello di prova, alimentato da sei motori Armstrong Siddeley Viper che facevano girare un rotore centrale, venne costruito e tenuto in un piccolo magazzino in mattoni. La prima fase di test si rivelò un fallimento ed il modello di test supersonico PV-704 (dove PV stava per Private Venture) presentò delle preoccupanti perdite d'olio che provocarono tre piccoli incendi. Un ultimo e disastroso test (che stava per diventare letale) con un motore Viper fatto nel 1956, convinse Frost della necessità di progettare un veicolo più sicuro.
Dopo aver ridisegnato il modello supersonico per un velivolo molto più semplice, il Gruppo Progetti Speciali della Avro Canadian diede vita al VZ-9-AV Avrocar.
L'Avrocar venne presentato come un modello a scopo di test per la successiva produzione di un veicolo supersonico a forma discoidale, il Weapon System 606A progettato per l'USAF, e venne successivamente offerto all'esercito degli Stati Uniti come jeep volante.
Sfruttando il sistema Cook-Craigie, vennero costruiti sulla linea di produzione due velivoli Avrocar, uno da utilizzare nei test nelle gallerie del vento della NASA all'Ames Research Center in California e l'altro per i test di volo nell'impianto canadese di Milton.
Proprio dopo la produzione dei modelli di test del velivolo si abbatté un macigno sul Gruppo Progetti Speciali, il governo canadese ritirò i finanziamenti stanziati alla Avro Canadian per la produzione dell'Avro CF-105 Arrow il 20 febbraio 1959, causando una pesante crisi societaria che comportò il taglio di tutti i progetti in corso, compreso quello di Frost e del suo team. Tuttavia tre giorni dopo l'annuncio della cancellazione del progetto Arrow, molti dei membri del Gruppo Progetti Speciali vennero nuovamente assunti e spostati alla progettazione del CF-100.
L'Ufficio Progetti dell'USAF, che si era occupato dei prototipi dell'Avro, raccomandò all'industria canadese di cancellare il progetto WS-606A e tutti i lavori riguardanti l'Avrocar. Dopo una provvidenziale esibizione delle sue qualità persuasive, Frost riuscì ad ottenere il proseguimento del progetto Avrocar da parte dell'USAF alla fine di maggio 1959.

## Il test

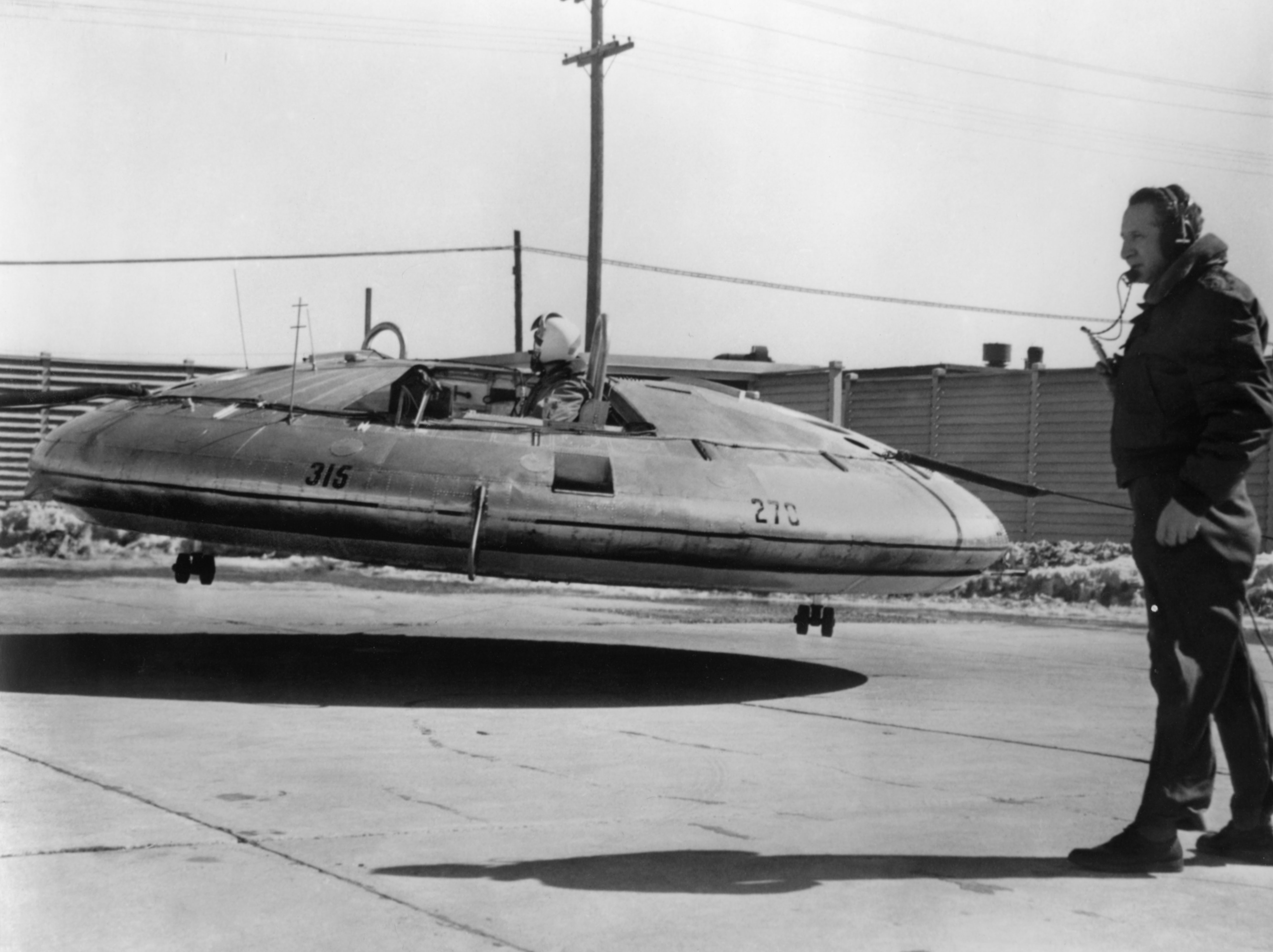
Test di volo dell'Avrocar

Il modello finale dell'Avrocar apparve come un velivolo a forma di disco volante del diametro di 5,5 metri e alto 2,3 metri. Disegnato per trasportare due persone, un pilota e un osservatore posti in due abitacoli separati ed opposti dotati di tettucci trasparenti a forma di cupola,
il velivolo era alimentato da tre motori jet Continental J69-T-9 che avrebbero dovuto garantire una velocità massima di 483 km/h ad una altitudine di 10.000 piedi (3.050 metri). La spinta dei motori jet alimentava un rotore centrale che convogliava l'aria in una serie di vani e di condotti sotto il velivolo permettendogli di decollare e fornendogli il controllo direzionale.
I primi tre test di volo vennero fatti il 12 novembre 1959; ad essi si aggiunsero ulteriori test nel gennaio del 1960 e tra il luglio 1960 ed il giugno 1961 per un totale di 75 ore di volo.
I risultati del test rivelarono problemi di instabilità ed un insufficiente rendimento dovuto alle intolleranze meccaniche del turbo-rotore. Infatti, la velocità massima raggiunta durante le prove fu di 56 km/h, ad un'altezza di 90 centimetri.
Dunque, l'Avrocar si rivelò essere un velivolo spinto da un motore di potenza insufficiente ed era stabile solo vicino al terreno come gli hovercraft.

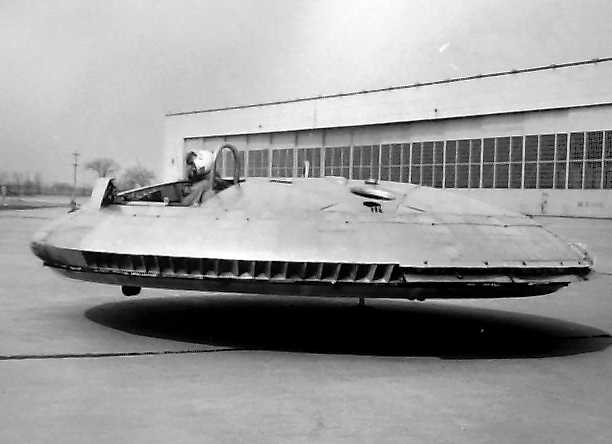
Test di volo dell'Avrocar

## Cancellazione del progetto
Prima che potessero essere apportate ulteriori modifiche, vennero tagliati i fondi nel marzo del 1961. Le proposte di Frost per alcune modifiche nel disegno non vennero accettate e il progetto Avrocar insieme agli altri progetti inerenti al VTOL vennero cancellati dall'USAF nel 1961. Nonostante l'Avro incoraggiasse ulteriori sviluppi del VTOL, ciò non suscitò interesse né nel governo canadese né in quelli di altri paesi, determinando la fine del Gruppo Ricerche Speciali. Giudicato per le sue performance, l'Avrocar fu un totale fallimento: capace di sollevarsi senza problemi solo fino a pochi metri da terra, la sua velocità era limitato dalla forma a bulbo ed emetteva troppo rumore, rendendolo impraticabile come velivolo militare. Sebbene si fosse rivelato un fallimento dal punto di vista tecnico, il suo design fu fonte di ispirazione per altri progetti, compreso il Saunders Roe SR.N1, il primo hovercraft, anch'esso iniziato nel 1959.

## Ulteriori sviluppi
Secondo lo storico dell'aviazione Rusell Lee, l'Avro VZ-9-AV Avrocar fu un binario morto nella storia del VTOL. Il dottor Paul Moller, un espatriato canadese che collaborò con la Avro Canadian come ingegnere, iniziò la progettazione di una serie di veicoli discoidali ispirandosi al modello dell'Avrocar. L'XM-2, il primo di questi veicoli, sembrava infatti una miniatura di un disco volante. Dopo i primi test con esito positivo, il progetto di veicoli a forma di disco venne presto abbandonato, avendo come epilogo il Moller Skycar M400, un veicolo somigliante a un'automobile volante.